# マクンベツ湿原

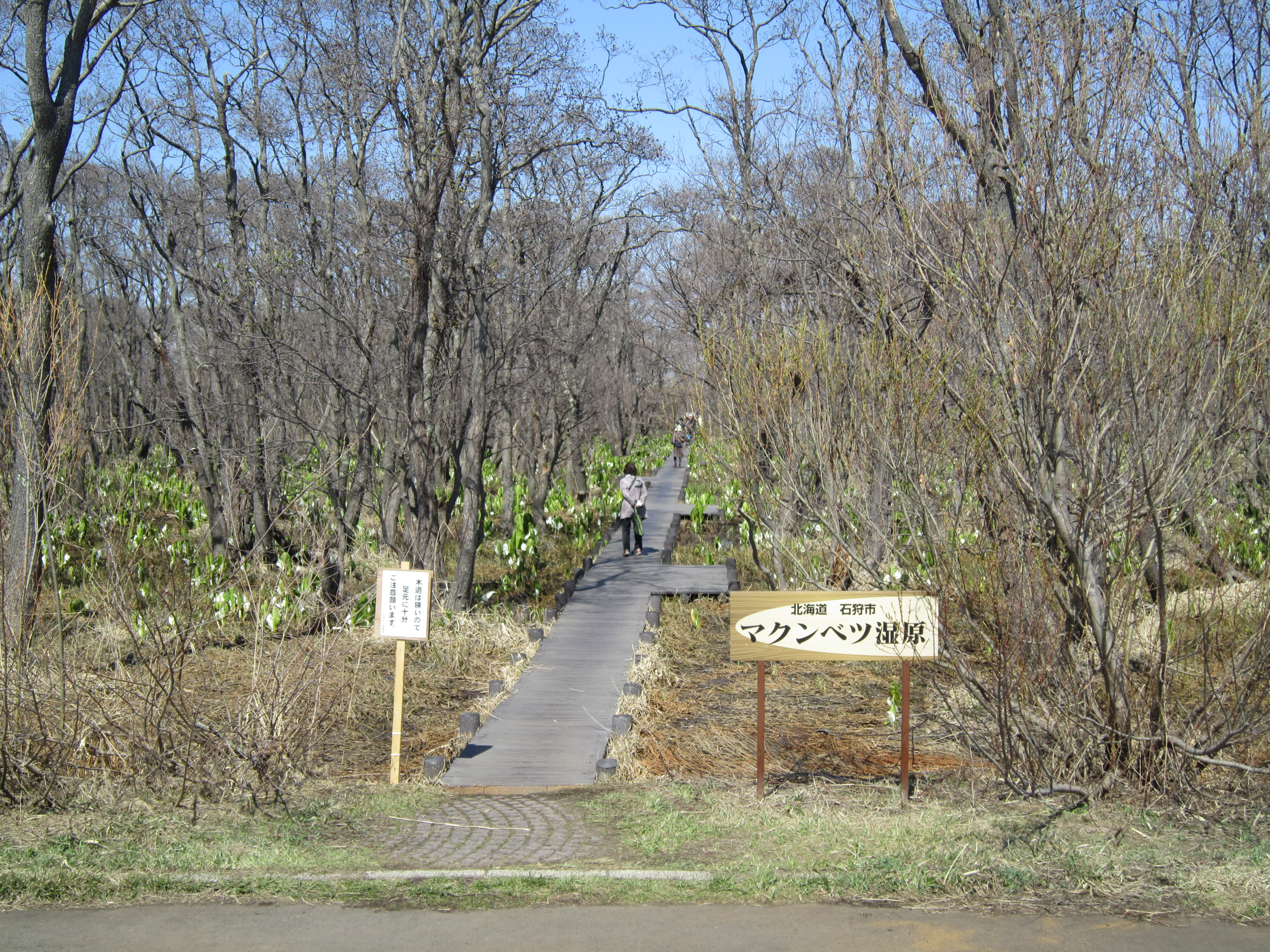
マクンベツ湿原 木道入口

マクンベツ湿原（マクンベツしつげん）は北海道石狩市船場町にある湿原。石狩川の河口付近と、茨戸川下流域の真勲別川の間に広がる。
ミズバショウの名所として知られており、幅1メートル・長さ400メートルの木道が来訪者に開放されている。木道の先端は石狩川の岸に達しており、石狩河口橋を望むことができる。